# Globiceps flavomaculatus
Globiceps flavomaculatus är en insektsart som först beskrevs av Fabricius 1794.  Globiceps flavomaculatus ingår i släktet Globiceps, och familjen ängsskinnbaggar. Arten är reproducerande i Sverige.